# Philipp Spitta (teolog)
 Der er flere personer med dette navn, se Philipp Spitta.
Karl Johann Philipp Spitta (født 1. august 1801 i Hannover, død 28. september 1859) var en tysk gejstlig, far til musikvidenskabsmanden Philipp Spitta og teologen Friedrich Spitta.
Spitta, som var superintendent i Burgdorf, er kendt for sine åndelige sange. De er udgivne under fællestitelen Psalter und Harfe i 3 samlinger 1833, 1843 og 1861, og de har på grund af deres enfoldige religiøsitet og smukke og jævne form vundet en overordentlig stor udbredelse i Tyskland.